# Visits Planet Earth
Visits Planet Earth (Alternativtitel Sun Ra Visits Planet Earth bzw. Sun Ra and his Solar Arkestra Visits Planet Earth) ist ein Jazzalbum von Sun Ra and His Solar Arkestra. Die 1956/58 entstandenen Aufnahmen erschienen 1966 auf El Saturn Records. Unter dem Titel Planet Earth wurde das Album 1974 von Impulse! Records herausgegeben. Wiederveröffentlicht als CD wurde es 1992 auf Evidence Records, schließlich als Download 2015 auf El Saturn Records.

## Hintergrund
Sun Ra Visits Planet Earth ist ein weiteres aus der Reihe der von Sun Ra ab den 1960er-Jahren veröffentlichten Alben wie Interstellar Low Ways, We Travel the Spaceways, Holiday for Soul Dance und Sound Sun Pleasure!!, die Musik aus der Chicagoer Phase des Sun Ra Arkestra von Mitte bis Ende der 1950er-Jahre enthält. Das Album wurde aus zwei Aufnahmesessions zusammengesetzt; die erste Session fand 1956, die spätere im Jahr 1958 statt. Die meisten dieser Tracks (etwa „Overtones of China“ und „Planet Earth“) wurden vom Arkestra in den späten 1950er-Jahren mehrmals aufgenommen (Sound of Joy, erschienen 1968). Arrangements und Besetzung variieren auf dem Album von Titel zu Titel.

## Titelliste
- Sun Ra: Visits Planet Earth (El Saturn Records 9956-11)[3][4]

A1 Planet Earth 4:54

A2 Eve 5:35

A3 Overtones of China 4:21

B1 Reflections in Blue 5:55

B2 Two Tones (Charles Davis, Pat Patrick) 3:36

B3 El Viktor 2:28

B4 Saturn 3:55
Wenn nicht anders vermerkt, stammen die Kompositionen von Sun Ra.

## Rezeption
Die Kritiker Richard Cook und Brian Morton, die das Album in The Penguin Guide to Jazz zeichneten die Evidence-Ausgabe des Albums, gekoppelt mit Interstellar Low Ways, mit dreieinhalb Sternen aus.
Sean Westergaard verlieh dem Album in Allmusic viereinhalb Sterne und schrieb, Sun Ra Visits Planet Earth sei ein weiteres großartiges Album aus der Zeit der Chicagoer Phase des Arkestra Mitte bis Ende der 1950er Jahre. Aus zwei Aufnahmesessions zusammengesetzt, sei die LP eine hervorragende Momentaufnahme dieser frühen Periode. Die ersten vier Stücke aus der früheren Session (1956) würden zeigen, wie das Arkestra etwas spielte, was vielen Zuhörern als ziemlich konventionelles Material erscheinen mag. Der Rest des Materials von einer Session im Jahr 1958 demonstriere dagegen, wie sich die Band weg von geradlinigem Bop und Swing hin zu einem einzigartigeren Sound bewegte, indem sie viel bevorzugter Percussion und einen zunehmenden Einsatz von Dissonanzen zusammen mit Instrumenten wie „Solarglocken und Weltraumlaute“ verwende.
Zu der Evidence-Ausgabe, gekoppelt mit Interstellar Low Ways, schrieb Sean Westergaard, dies sei eine großartige Paarung zweier klassischer Saturn-LPs aus der Chicagoer Zeit. Die Zusammenstellung würde die rasante Entwicklung des Arkestra während der Chicagoer Jahre demonstrieren und diene als hervorragende Zusammenfassung dieser Phase der Band.